# Club General Díaz
Club General Díaz is een Paraguayaanse voetbalclub uit Luque. De club werd opgericht op 22 september 1917 en is vernoemd naar José Eduvigis Díaz. De thuiswedstrijden worden in het Estadio General Adrián Jara gespeeld, dat plaats biedt aan 3.500 toeschouwers. De clubkleuren zijn zwart-wit.

## Erelijst
Nationaal
- División Intermedia

Winnaar: (1) 2012
12 de Octubre ·
Cerro Porteño ·
General Díaz · 
Guaireña ·
Guaraní ·
Libertad ·
Nacional ·
Olimpia ·
River Plate ·
San Lorenzo ·
Sol de América ·
Sportivo Luqueño